# Клуб «Коттон»
«Коттон-клуб» — кінофільм. Не рекомендується перегляд дітям та підліткам молодше 16 років.

## Сюжет
Дія фільму відбувається в 1928—1930 роках. «Діксі» Двайер — сурмач у фешенебельному музичному клубі «Коттон» у Нью-Йорк у. Діксі — єдиний білий у негритянській трупі клубу. Діксі наближає до себе один з босів американської мафії того часу — «Голландець» Шульц. Його чекає блискуча музична та акторська кар'єра, але на свою біду Діксі закохується в подружку Голландця Віру Сісеро.
Ця любовна інтрига відбувається під час розборок за сфери впливу між Голландцем Шульцем, власником клубу «Коттон» Оуні Медденом та іншими босами мафії. Віра й Діксі опиняються між молотом і ковадлом.
Ще одна сюжетна лінія — це історія двох братів степістів, танцюристів клубу — Сендмена і Клая Вільямса, а також романтичні взаємини Сендмена і мулатки Лайли. Основні події сюжету відбуваються на музичному фоні номерів на сцені клубу.
Клуб «Коттон» справді існував і багато персонажів мали реальних прототипів в американській історії 1920-х років.

## У ролях
- Річард Гір — Майкл «Діксі» Двайер
- Дайан Лейн — Віра Сісеро
- Ґреґорі Гайнс — Сандмен Вільямс
- Лонетт Маккі — Лайла Роуз Олівер
- Боб Госкінс — Оуні Медден
- Джеймс Ремар — «Голландець» Шульц
- Аллен Гарфілд — Аббадабба Берман
- Фред Гуїнн — Френчі Де Мандж
- Ніколас Кейдж — Вінсент Дуайр
- Том Вейтс — Ірвінг Старк
- Джуліан Бек — Сол
- Гуен Вердон — місіс Тиш Дуайр
- Дженніфер Грей — Петсі Дуайр
- Лоуренс Фішберн — Бампі
- Джо Даллесандро — Щасливчик Лучано
- Телма Карпентер — Норма
- Ларрі Маршалл — Келлоуей
- Новела Нельсон — Мадам Клер
- Джон П. Райан — Джо
- Вайнонна Сміт — Вінні
- Вуді Строуд — Голмс
- Леонард Термо — Денні
- Гленн Вітроу — Ед
- Зейн Марк — Дюк Еллінгтон
- Грегорі Розакіс — Чарлі Чаплін
- Джеймс Руссо — Вінс Гуд
- Марк Коппола — Тед
- Джанкарло Еспозіто — Bumpy Hood
- Софія Коппола — дитина

## Премії та нагороди
- 1986 — номінації на премію Оскар
  - Найкраща робота художника-постановника
  - Найкращий монтаж
- 1986 — номінації на Золотий Глобус
  - Найкращий фільм, найкращий режисер
- 1986 — Премія BAFTA:
  - Найкращий дизайн костюмів
- Номінації на премію BAFTA:
  - Найкраща робота звукорежисера

## Цікаві факти
- Голландець Шульц — реальна історична особа. Його прототипом був Артур Флегенхаймер, відомий в історії як раз під кличкою Голландець Шульц. Цей персонаж з'являється в багатьох американських фільмах про мафію 1920—1930-х років (наприклад «Гангстери» і «Біллі Батгейт»).
- Фільм провалився в прокаті. При бюджеті близько 58 млн доларів він окупив ледь половину.